# Parafia Świętych Apostołów Piotra i Pawła w Kamieniu Krajeńskim
Parafia Świętych Apostołów Piotra i Pawła w Kamieniu Krajeńskim – rzymskokatolicka parafia w mieście Kamień Krajeński. Należy do dekanatu kamieńskiego Diecezji pelplińskiej. Erygowana w 1359 roku. Prowadzą ją księża diecezjalni.

## Galeria

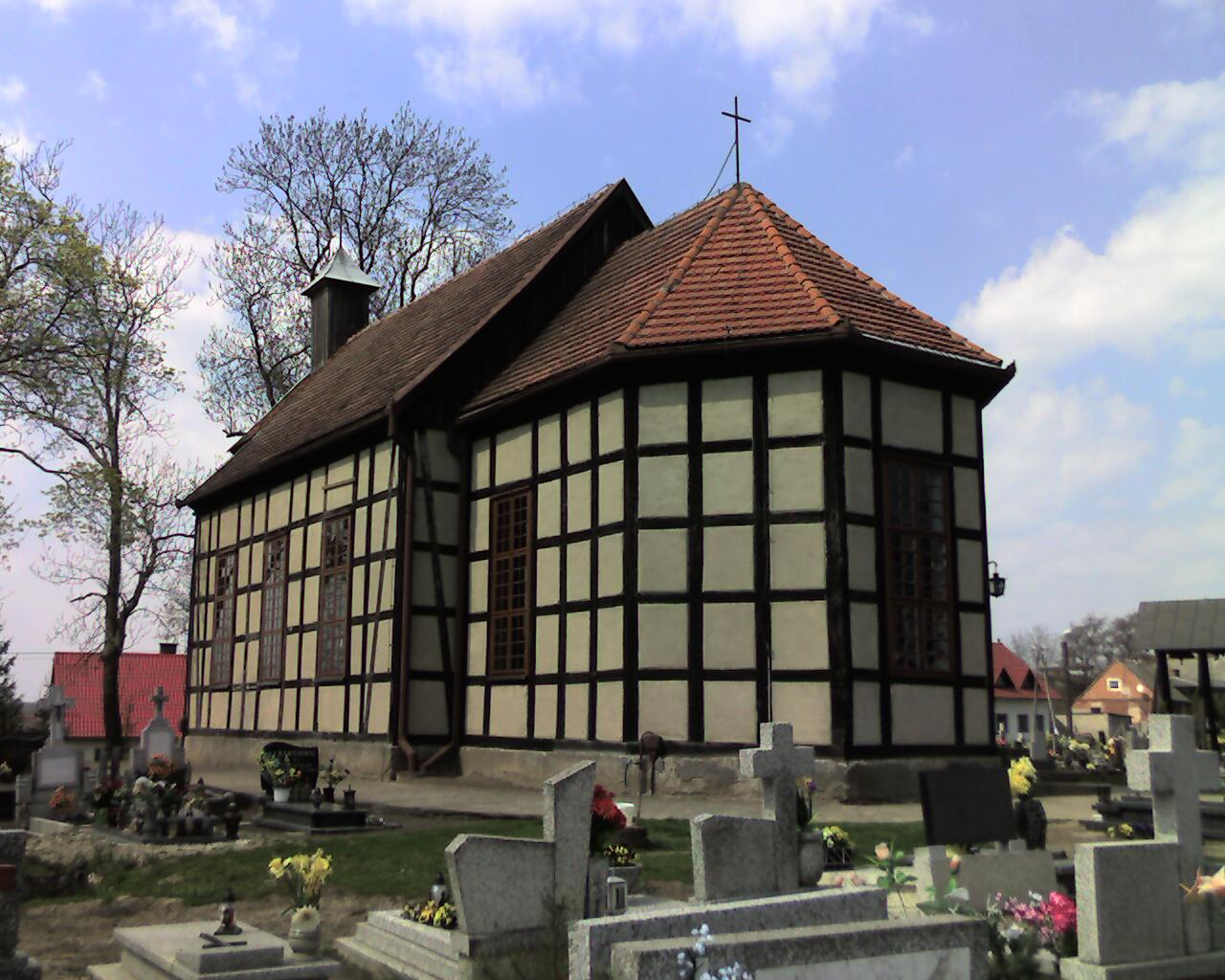
Kościół filialny pw. św. Wojciecha w Dużej Cerkwicy
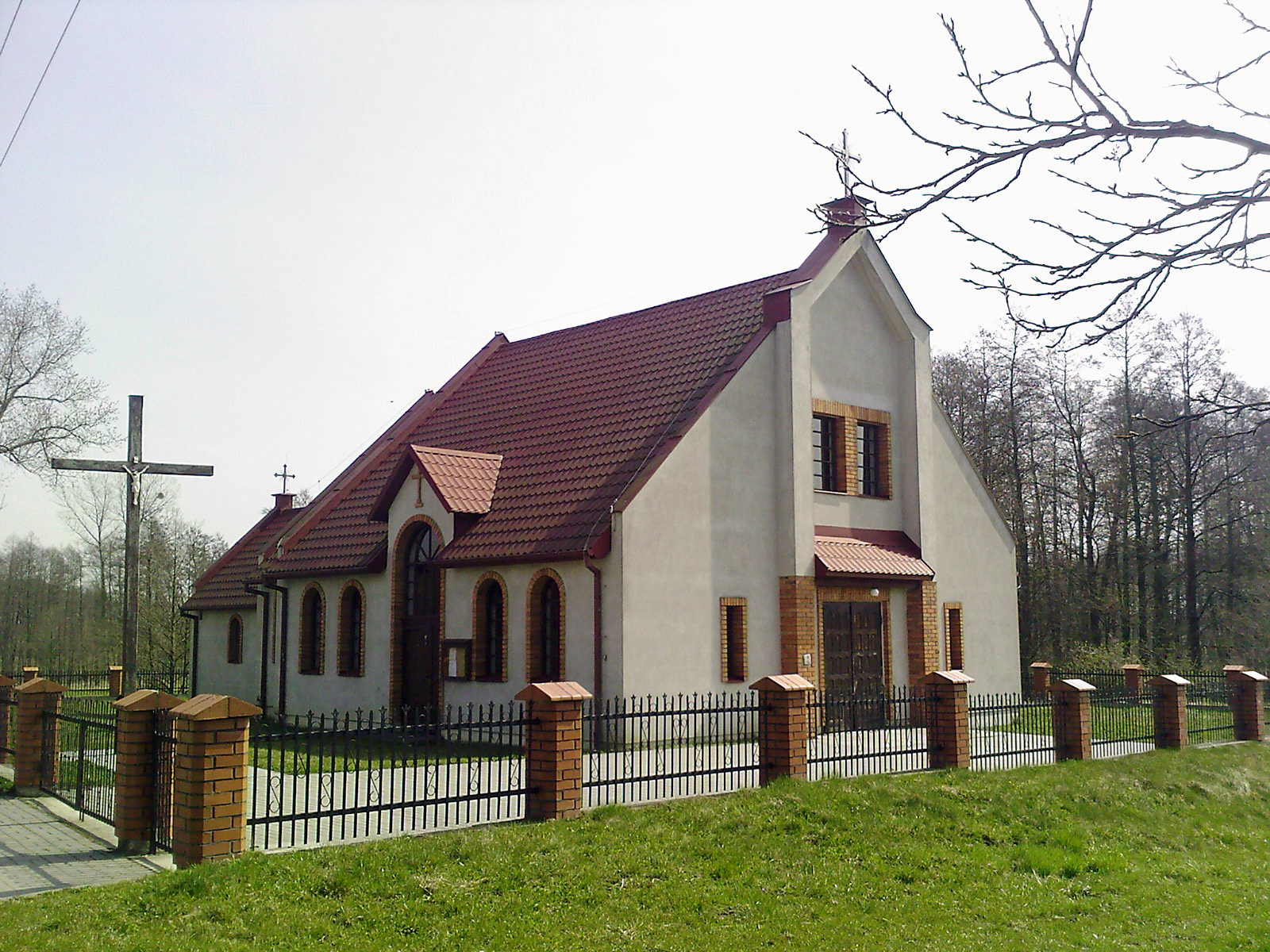
Kościół filialny pw. Matki Boskiej Częstochowskiej w Małej Cerkwicy